# 교화 (불교)
교화(敎化,
산스크리트어: pari-pac,
영어: transform by instruction,
teach and convert)는 교도전화(敎導轉化) 또는 교훈권화(敎訓勸化)의 뜻으로, 범부를 가르쳐 성인이 되게 하고, 의심하는 이를 가르쳐 믿게 하고, 그릇된 길에 있는 이를 가르쳐 바른 길 즉 성도(聖道)로 돌아오게 하는 것을 말한다. 개화(開化) · 섭화(攝化) · 시화(施化) 또는 권화(勸化)와 동의어이다.
불교의 여래10호(如來十號)의 교의에 따르면, 모든 부처와 여래는 교화의 덕 또는 교화의 공덕을 가지고 있으며, 교화의 덕 또는 공덕을 전통적인 용어로 이타덕(利他德) 또는 화덕(化德)이라고 한다. 여래10호 가운데 세간해(世間解) · 무상사조어장부(無上士調御丈夫) · 천인사(天人師) · 불(佛) · 세존(世尊)의 5가지 호칭이 이타덕(利他德) 즉 화덕(化德)을 가리키는 호칭이다.
혜원의 《대승의장》 제20권에 따르면, 5가지 이타덕 또는 화덕은 다시 크게 덕능화물(德能化物)과 세흠경(世欽敬)으로 분류된다. 덕능화물(德能化物)은 부처와 여래가 능히 모든 존재[物]를 교화하는 덕을 가지고 있다는 것을 뜻한다. 세흠경(世欽敬)의 문자 그대로의 뜻은 '세간에서 흠모하고 공경함'인데, 부처와 여래의 덕은 능히 범부를 성인으로 변화시키는 세상에서 가장 소중하고 존귀한 덕이므로 따라서 이러한 덕을 가진 부처 또는 여래는 세상에서 흠모하고 공경하며 귀중하게 여기는 존재라는 것을 뜻한다.
5가지 이타덕 또는 화덕 가운데 다음의 4가지가 덕능화물(德能化物)에 속한다. 불교에서 덕(德) 또는 공덕(功德)이라고 할 때는 일반적으로 계(戒) · 정(定) · 혜(慧)의 3학(三學)을 말하는데, 이 분류에 따르면 능(能) 즉 역량과 자각(自覺) · 각타(覺他)의 행(行)도 덕(德) 또는 공덕(功德, 산스크리트어: guṇa, puṇya)에 포함된다.
- 세간해(世間解) - 화타지지(化他之智): 다른 유정을 교화하는 지혜[智]가 원만한 것을 말한다.
- 무상사조어장부(無上士調御丈夫) - 화타지능(化他之能): 다른 유정을 교화하는 공능 즉 역량이 원만한 것을 말한다.
- 천인사(天人師) - 화타지덕(化他之德) - 다른 유정을 교화하는 덕 즉 스승으로서의 공덕 즉 계 · 정 · 혜가 원만한 것을 말한다.
- 불(佛) - 화타지행(化他之行) - 각행궁만(覺行窮滿) 즉 자각(自覺) · 각타(覺他)의 2행(二行)이 원만한 것을 말한다.[12][13]

5가지 이타덕 또는 화덕 가운데 다음의 1가지가 세흠경(世欽敬)에 속한다.
- 세존(世尊): 세흠중(世欽重) - 세상에서 공경하고 귀중하게 여기는 존재라는 뜻으로, 바가바(婆伽婆)라고도 한다.

## 같이 보기
- 자리덕
- 여래10호#대승의장

## 참고 문헌
- 곽철환 (2003). 《시공 불교사전》. 시공사 / 네이버 지식백과. |title=에 외부 링크가 있음 (도움말)
- 미륵 지음, 현장 한역, 강명희 번역 (K.614, T.1579). 《유가사지론》. 한글대장경 검색시스템 - 전자불전연구소 / 동국역경원. K.570(15-465), T.1579(30-279). |title=에 외부 링크가 있음 (도움말)
- 세친 지음, 현장 한역, 권오민 번역 (K.955, T.1558). 《아비달마구사론》. 한글대장경 검색시스템 - 전자불전연구소 / 동국역경원. K.955(27-453), T.1558(29-1). |title=에 외부 링크가 있음 (도움말)
- 호법 등 지음, 현장 한역, 김묘주 번역 (K.614, T.1585). 《성유식론》. 한글대장경 검색시스템 - 전자불전연구소 / 동국역경원. K.614(17-510), T.1585(31-1). |title=에 외부 링크가 있음 (도움말)
- 세친 지음, 현장 한역, 송성수 번역 (K.618, T.1612). 《대승오온론》. 한글대장경 검색시스템 - 전자불전연구소 / 동국역경원. K.618(17-637), T.1612(31-848). |title=에 외부 링크가 있음 (도움말)
- 운허.  동국역경원 편집, 편집. 《불교 사전》. |title=에 외부 링크가 있음 (도움말)
- (영어) DDB. 《Digital Dictionary of Buddhism (電子佛教辭典)》. Edited by A. Charles Muller. |title=에 외부 링크가 있음 (도움말)
- (중국어) 미륵 조, 현장 한역 (T.1579). 《유가사지론(瑜伽師地論)》. 대정신수대장경. T30, No. 1579. CBETA. |title=에 외부 링크가 있음 (도움말)
- (중국어) 佛門網. 《佛學辭典(불학사전)》. |title=에 외부 링크가 있음 (도움말)
- (중국어) 星雲. 《佛光大辭典(불광대사전)》 3판. |title=에 외부 링크가 있음 (도움말)
- (중국어) 세친 조, 현장 한역 (T.1612). 《대승오온론(大乘五蘊論)》. 대정신수대장경. T31, No. 1612, CBETA. |title=에 외부 링크가 있음 (도움말)
- (중국어) 세친 조, 현장 한역 (T.1558). 《아비달마구사론(阿毘達磨俱舍論)》. 대정신수대장경. T29, No. 1558, CBETA. |title=에 외부 링크가 있음 (도움말)
- (중국어) 호법 등 지음, 현장 한역 (T.1585). 《성유식론(成唯識論)》. 대정신수대장경. T31, No. 1585, CBETA. |title=에 외부 링크가 있음 (도움말)